# Horní cesty dýchací
Horní cesty dýchací jsou částí lidské dýchací soustavy, které slouží k dopravě vzduchu z nosu na rozhraní mezi hrtanem a hrtanovou částí hltanu. Jejich součástí jsou dutina nosní, nosohltan, ústní část hltanu a hrtanová část hltanu.

## Nos
- Nos zahrnuje kořen nosu, hřbet (kostěný podklad tvořen nosními skořepami), hrot a 2 křídla (mezi nimi nosní přepážka).

## Nosní dutiny

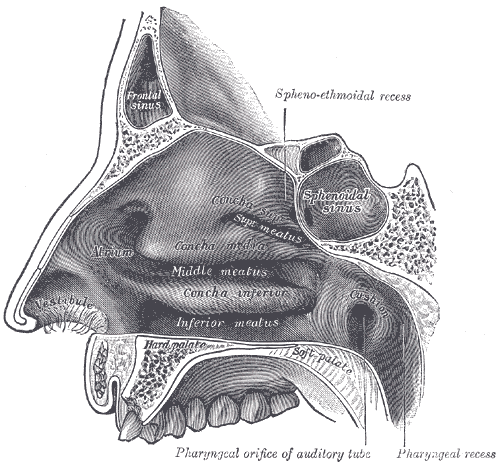
Dutina nosní a vedlejší dutiny nosní

Dutina nosní (cavitas nasi) je velká dutina, rozdělená přepážkou na dvě části. V přední části je přepážka tvořena chrupavkou, v zadní kostí radličnou a svislou ploténkou kosti čichové. Spodina nosní dutiny je tvořena kostmi, které se podílejí na stavbě tvrdého patra. Ve stropu je dírkovaná ploténka kosti čichové, přes kterou procházejí slzy. Boční stěny jsou bohatě členěné; vystupují z nich 3 páry nosních skořep (dolní, střední, horní), které rozdělují každou polovinu nosní dutiny na horní, střední a dolní průchod; v dolním průchodu je slzovod. Celá nosní dutina je vystlána sliznicí, která zvlhčuje vzduch, filtruje ho a otepluje.
V horním průchodu je čichový oddíl, kde sliznice obsahuje čichové buňky. Sliznice je růžová a pokrytá řasinkovým epitelem (zachycuje se v něm prach) pod kterým jsou žlázy, produkující hlen. Ve slizničním vazivu jsou bohaté žilní pleteně – při jejich poraněních nastává krvácení z nosu (epistaxis).

### Vedlejší dutiny nosní
Vedlejší dutiny nosní (sinusy, sinus paranasales) mají ještě větší objem než dutina nosní, jsou s ní spojeny a obklopují ji v čelní kosti, čichové kosti, klínové kosti a v horních čelistech. Jsou vystlány sliznicí s hlenovými žlázkami a vyplněny vzduchem, lebka je jimi nadlehčována (pneumatizována). Také jsou uzavřené (nemají odtok) a tak mohou být postižené zánětem, při nachlazení někdy musí být proraženy. Při tvoření hlasu se uplatňují rezonanční dutiny. Novorozenci je nemají (vznikají až v dětství když kostnatí lebka, sliznice se do ní vchlipují).

## Hltan
Nosní dutina přechází do hltanu (pharynx) dvěma choanami (zadní nosní otvory) Hltan se dělí na tři části, horní (nosohltan), střední (ústní část) a dolní (hrtanová část).
Nosohltan odděluje od ústní části hltanu patrohltanový uzávěr, tvořen měkkým patrem, které je při dýchání volně svěšeno, při polykání a mluvení zdviženo vzhůru. Ústní část je křižovatka dýchacích a trávicích cest. Na hrtanovou část navazuje jednak hrtan, jednak jícen. Vchod do hrtanu je při polykání uzavřen hrtanovou příklopkou.
Nosohltan (nasopharynx) je spojen s dutinou ústní zadními nosními otvory, je vysoký 2,5 cm a hluboký 1,5 cm. Po stranách vyúsťují sluchové Eustachovy trubice, vycházející ze středního ucha. Ty napomáhají při vyrovnávání tlaku. Nosohltan je vystlán sliznicí, která je pokrytá řasinkovým epitelem, v němž jsou četné žlázy produkující hlen. V klenbě nosohltanu je ve sliznici nakupeno větší množství mízní tkáně – párová hltanová (nosní) mandle (adenoidní vegetace).
U malých dětí je tato mandle silně vytvořena a při jejím nadměrném zbytnění se může stát, že se tím omezí spojení s dutinou nosní. Dítě dýchá nesprávně ústy. Dýchání se stává mělkým a povrchním, což má nepříznivý vliv na rozvoj hrudníku – zplošťuje se a svalstvo ochabuje – důsledkem jsou i poruchy v zakřivení páteře. Na nedostatek kyslíku je citlivá taky nervová soustava – dítě je dráždivé, snadno se unaví. Dýchání ústy taky může způsobit odpor k jídlu, rýmu, kašel, katar průdušek a nedoslýchavost, způsobenou chronickým zduřením Eustachovy trubice. Je třeba,aby se zbytnělá mandle operativně odstranila.